# Walton-on-Thames
Walton-on-Thames este un oraș în comitatul Surrey, regiunea South East, Anglia. Orașul se află în districtul Elmbridge.